# Leuconia usa
Leuconia usa är en svampdjursart som först beskrevs av de Laubenfels 1942.  Leuconia usa ingår i släktet Leuconia och familjen Baeriidae. Inga underarter finns listade i Catalogue of Life.